# Pfarrkirche Steinerkirchen an der Traun

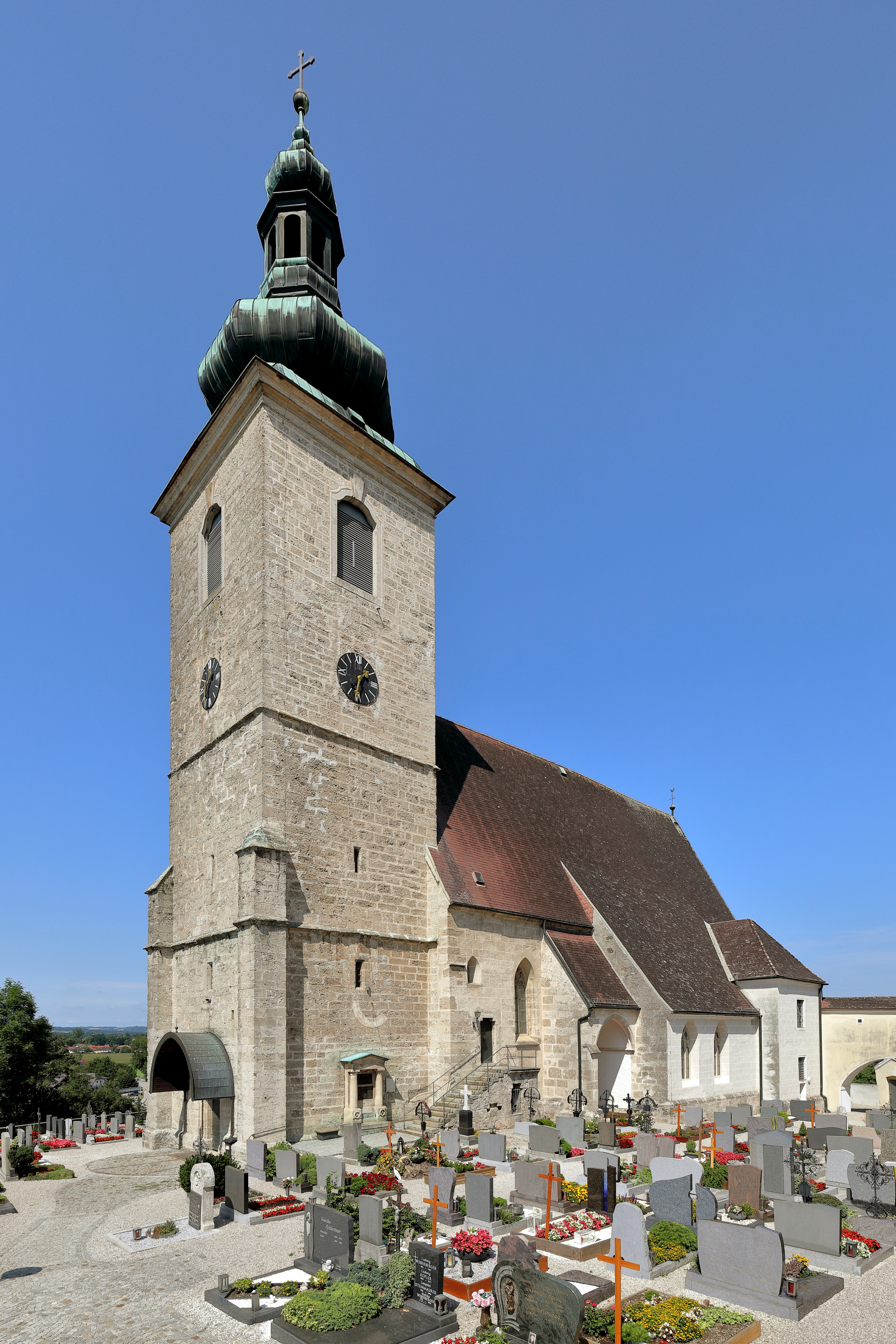
Pfarrkirche hl. Martin in Steinerkirchen an der Traun

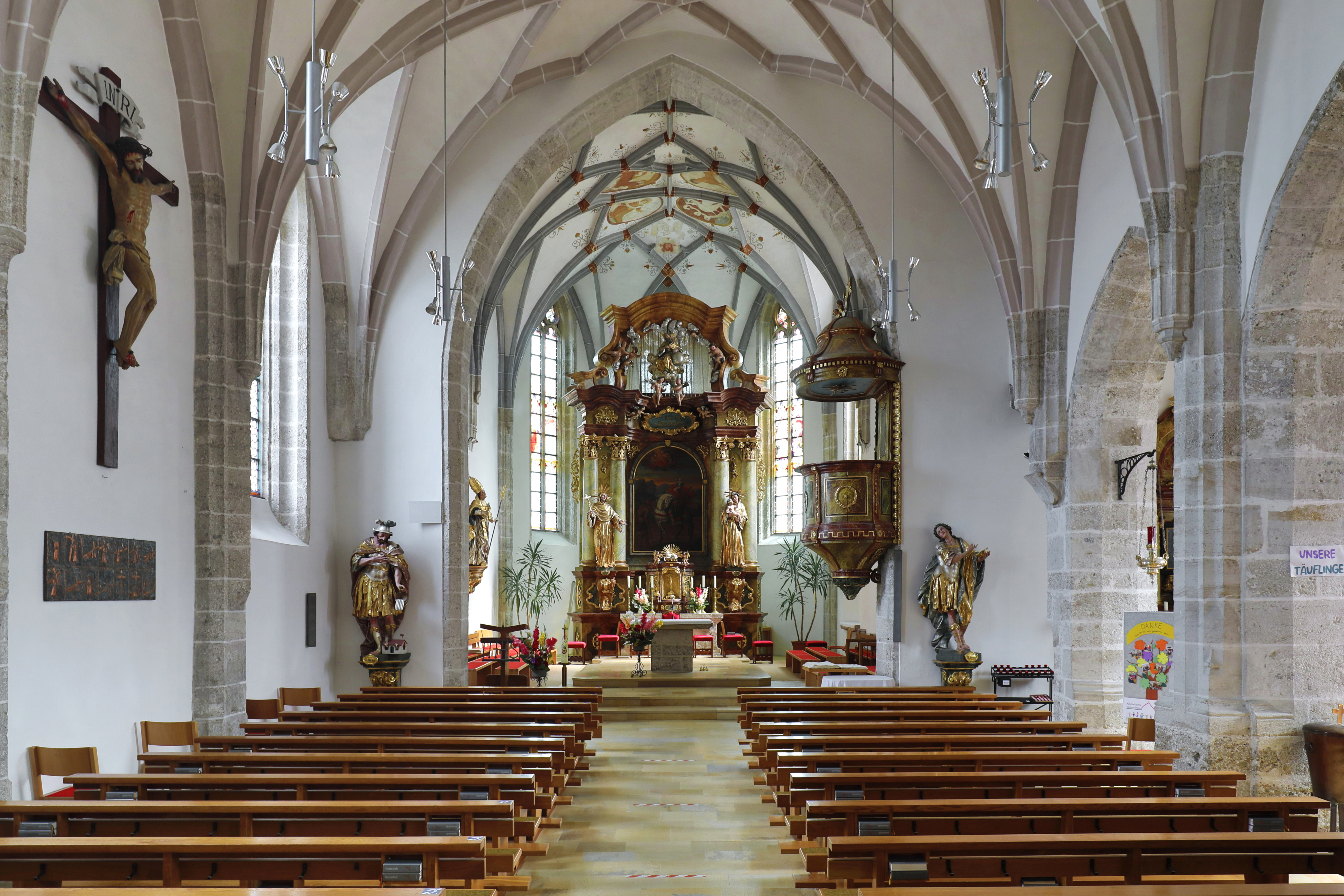
Innenansicht der Pfarrkirche

Die römisch-katholische Pfarrkirche Steinerkirchen an der Traun steht in der Gemeinde Steinerkirchen an der Traun im Bezirk Wels-Land in Oberösterreich. Sie ist dem heiligen Martin geweiht und gehört zum Dekanat Pettenbach in der Diözese Linz. Das Bauwerk steht unter Denkmalschutz.

## Geschichte
Die Kirche wird 1179 erstmals urkundlich erwähnt. Der Chor wurde 1516 errichtet.

## Kirchenbau
Kirchenäußeres
Das Bauwerk ist eine kleine spätgotische Kirche. Der spätgotische Kirchturm ist massiv gebaut und hat eine barocke Glockenstube. Darüber ist ein Zwiebelhelm. Das Südportal ist reich verstäbt. Ihm ist eine sternrippengewölbte Vorhalle vorgebaut. An der Südseite der Kirche ist eine Kapelle angebaut.
Kircheninneres
Die Kirche hat ein einschiffiges und fünfjochiges Langhaus. Darüber ist gegenständiges Netzrippengewölbe. Der Chor ist 2½ Joche lang und endet im 3/8-Schluss. Die Westempore ist dreiachsig und ein Mal gebrochen. Die Empore lagert auf Netz- und Sternrippengewölbe. In der 2½-jochigen südlich gelegenen Kapelle ist Netzrippengewölbe.

## Ausstattung
Der Hochaltar stammt ursprünglich aus der Minoritenkirche Wels, wo er zirka in der Mitte des 18. Jahrhunderts aufgestellt wurde. 1786 wurde er nach Steinerkirchen übertragen. Die Aufsatzgruppe „Gottvater“ stammt ursprünglich aus der Pfarrkirche Kematen an der Krems und wurde in den 1680er Jahren geschaffen. Das Altarbild stammt vom Ende des 17. Jahrhunderts. Der Tabernakel ist klassizistisch. Die Seitenaltäre und die Kanzel stammen aus den Jahren um 1800. Das Altarbild des linken Seitenaltares zeigt die „Enthauptung der heiligen Katharina“. Es wurde 1800 von Anton Hitzenthaler gemalt. Die Aufsatzgemälde stammen aus der Mitte des 17. Jahrhunderts. Der Altar der Südkapelle wurde Ende des 19. Jahrhunderts geschaffen. Er wird von Figuren der Heiligen Joachim und Anna flankiert, die auf rokoko Konsolen stehen. Die Figuren entstanden um 1700. In der Südkapelle steht eine weitere barocke Figur des heiligen Rochus aus dem ersten Drittel des 18. Jahrhunderts. Im Chor stehen zwei weitere Figuren der Heiligen Telesphorus und Nikolaus. Diese Figuren entstanden zeitgleich wie die Figur in der südlichen Kapelle. Im Langschiff hängt das Bild „Maria Krönung“ vom Ende des 17. Jahrhunderts. Es ist das ehemalige Aufsatzbild des Hochaltares. In der Kirche befinden sich auch drei Totenschilde von 1520, 1524 und 1529.

## Bildergalerie

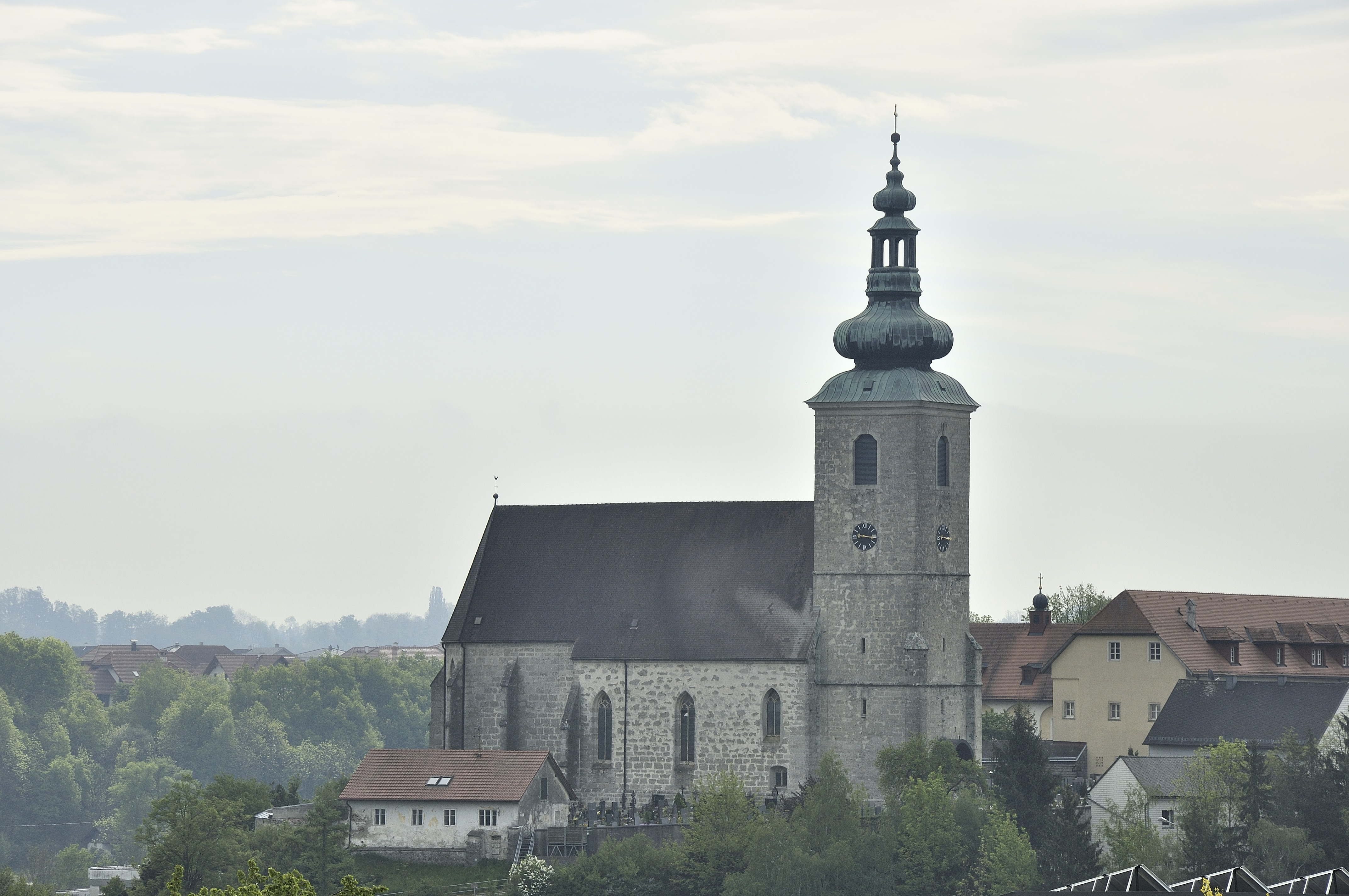
Fernansicht der Pfarrkirche
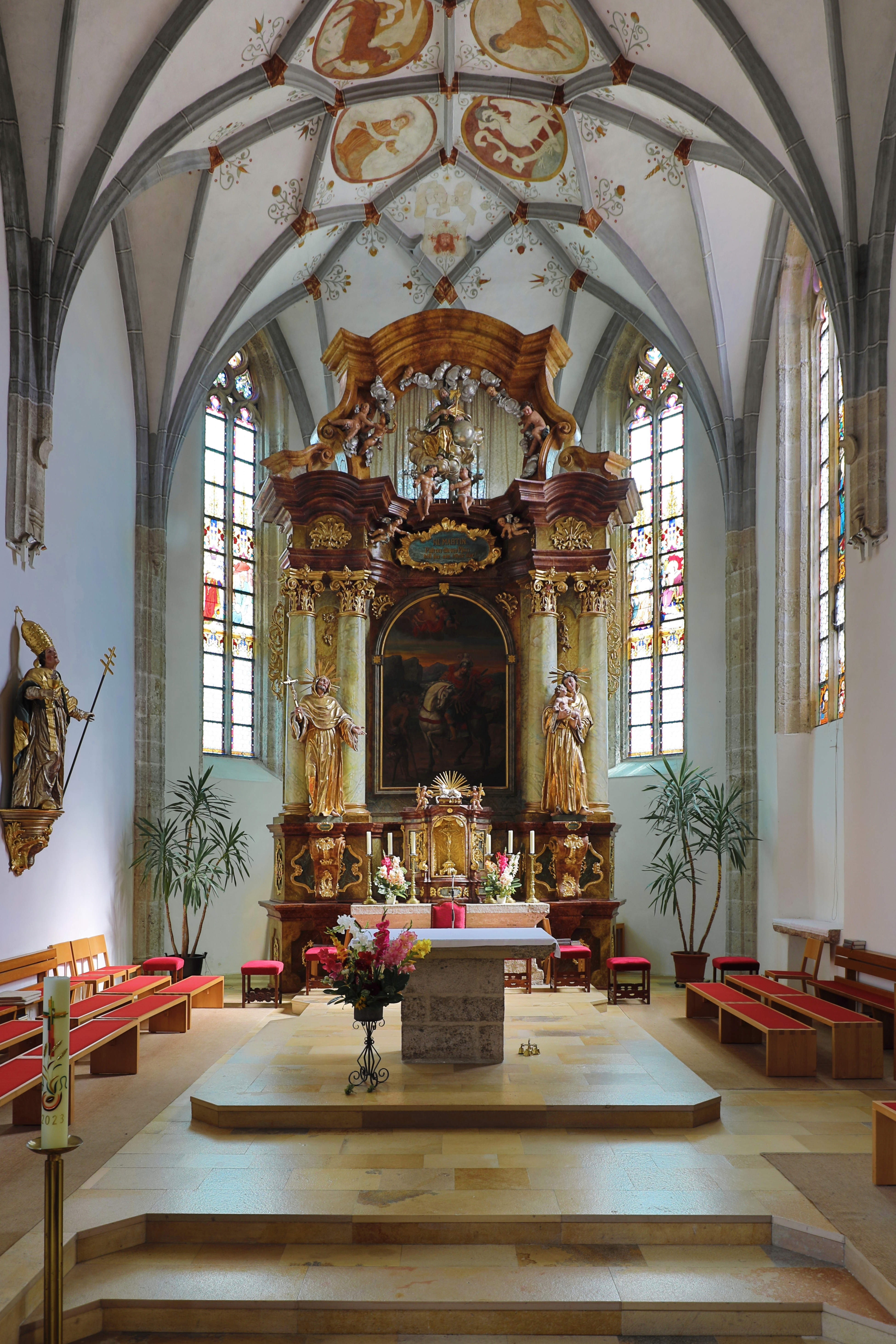
Hochaltar der Pfarrkirche
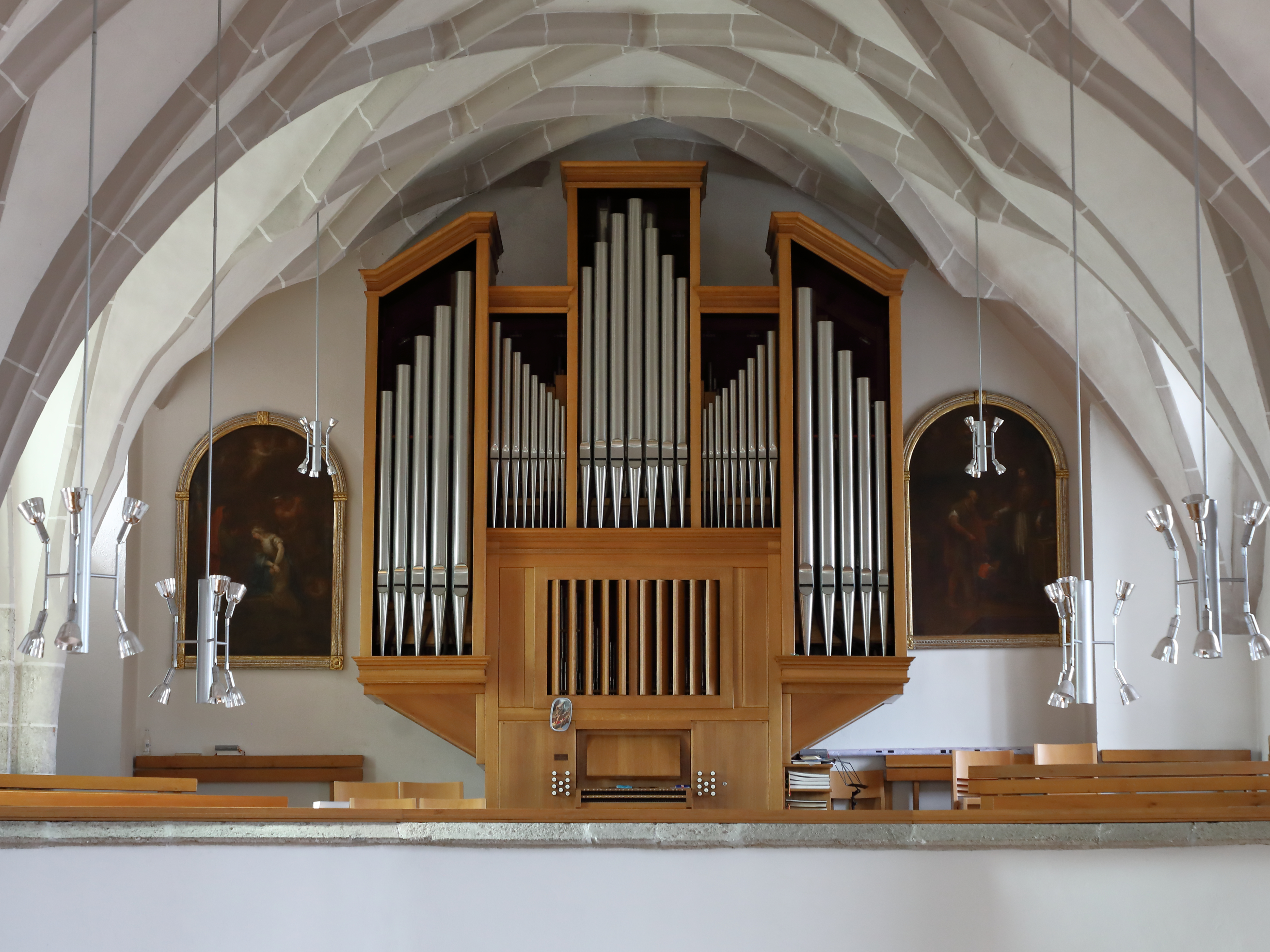
Orgel der Pfarrkirche
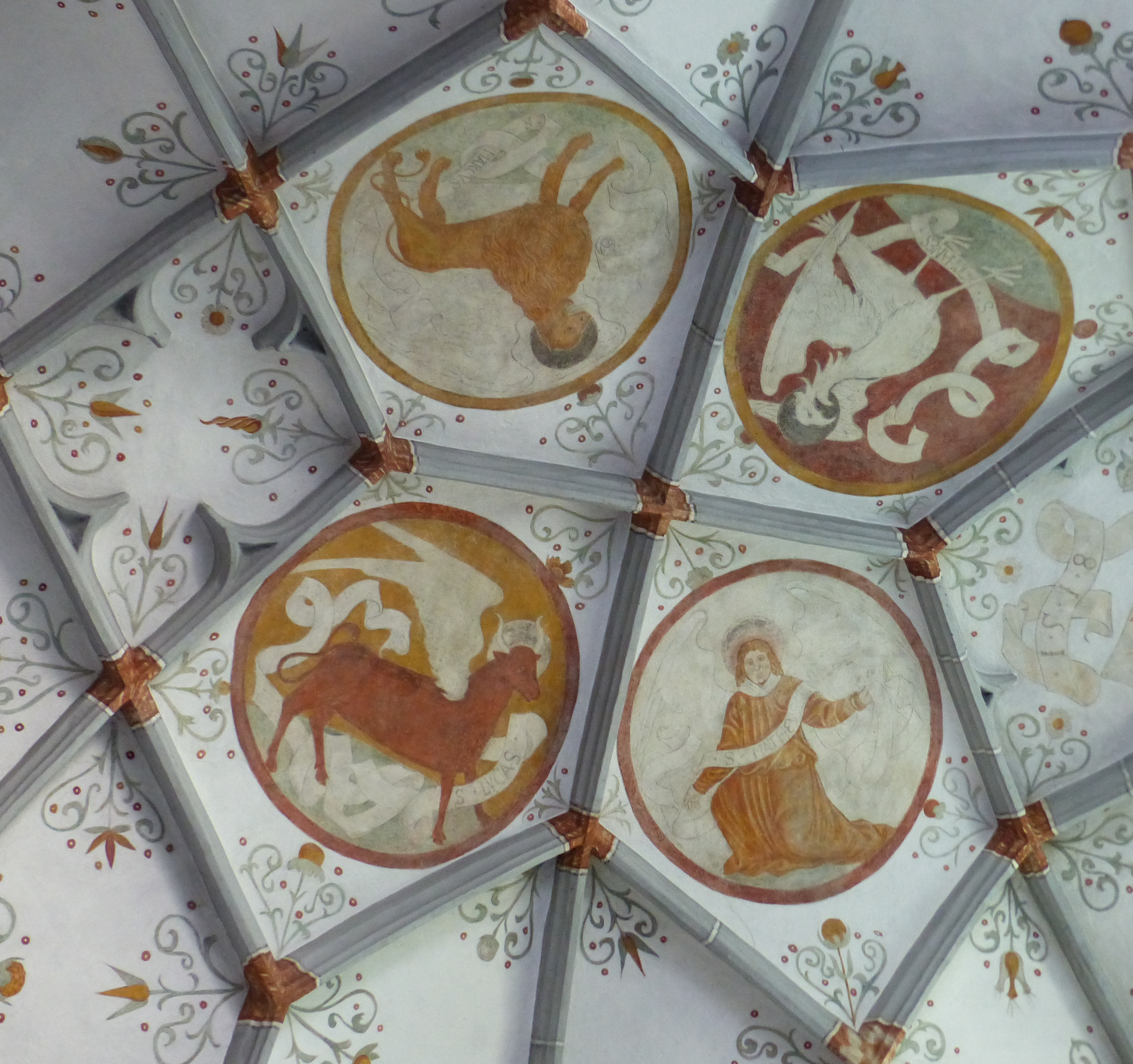
Gewölbe mit Evangelistensymbolen